# Финлейсон, Джеймс (актёр)
Джеймс Финлейсон (англ. James Finlayson; 27 августа 1887[…], Фолкерк, Стерлингшир — 9 октября 1953[…], Лос-Анджелес, Калифорния) — шотландско-американский актёр-комик театра и кино. Также широко известен под именами Джим, Джимми и Фин.

## Биография
Джеймс Финлейсон родился 27 августа 1887 года в городе Фолкерк или в его пригороде — Ларберте. Отец — Александр Финлейсон, мать — Изабелла, до замужества Хендерсон. В молодости Джеймс работал жестянщиком, с 23 лет играл в театре, а впервые на экранах появился, когда ему было уже 31 год, и он уже семь лет как жил в США.
В 1911 году его отец и мать умерли, и Джеймс вместе с братом Робертом продали свой дом и хозяйство и иммигрировали в США, прибыв на судне «Калифорния» 5 июня того же года в Нью-Йорк и поселившись там. В 1916 году Джеймс переехал в другой конец страны — в центр киноиндустрии Лос-Анджелес. Он устроился на работу в кинокомпанию L-KO Kompany и на студию Томаса Инса. С 1918 года он стал сниматься в кино. В октябре 1919 года подписал контракт с киностудией Мака Сеннета Comedies Corporation, где проработал три года. С середины 1920-х годов на протяжении четырёх лет работал на студии Хэла Роуча, после чего стал фрилансером.
9 июня 1919 года Джеймс женился на 19-летней американской гражданке по имени Эмили Кора Гилберт, но сам смог получить гражданство США лишь в 1942 году, когда ему было уже 55 лет.
Финлейсон был дружен с английской актрисой Стефани Инсалл, с начала 1930-х годов у них была заведена традиция завтракать у неё дома вместе. 9 октября 1953 года Финлейсон не явился на встречу в оговоренное время. Зная, что актёр только оправился от гриппа, Инсалл отправилась проведать его к нему домой, где и обнаружила 66-летнего Финлейсона мёртвым. Причиной смерти стал инфаркт миокарда.

## Работы в театре
- 1910 — Джини Динс / Jeanie Deans — Джейми Рэтклифф (Королевский театр Эдинбурга[англ.])
- 1912 — Большая игра / The Great Game — И. Марш, детектив, замаскированный под тьюкстера[англ.] (Театр «Дэлис»[англ.], Нью-Йорк)[5]
- 1916 — Банти дёргает за ниточки / Bunty Pulls the Strings — Рэб Биггар (Бродвей)

## Избранная фильмография
За свою карьеру длиной 33 года (1918—1951) Финлейсон снялся в 248 фильмах, в том числе в 176 короткометражных и в 45 без указания в титрах. Одинаково успешно играл как в немых, так и в звуковых кинокомедиях. Характерный образ — лысый, с накладными усами и своеобразным прищуром, со своим восклицанием Д’оу!, которое позднее стало «фирменным словечком» Гомера Симпсона и торговой маркой 20th Century Fox. Амплуа не было: актёр одинаково успешно играл извозчиков, генералов, губернаторов, официантов, учителей, банкиров, писателей, судей, дворецких и т. д. Много снимался с комедийным дуэтом Лорел и Харди (в 33 фильмах с ними обоими, в 19 — только со Стэном Лорелом и в 5 — только с Оливером Харди, до того, как они стали дуэтом). В этих случаях он обычно выступал злодеем-антагонистом.
Полнометражные
- 1920 — Переполох на ферме[англ.] / Down on the Farm — банкир
- 1921 — Кумир публики[англ.] / A Small Town Idol — Дж. Веллингтон Джонс
- 1923 — Голливуд / Hollywood
- 1926 — Роза в лохмотьях[англ.] / Raggedy Rose — Симпсон Снифл
- 1927 — Нет людского закона[англ.] / No Man's Law — Джек Белчер
- 1928 — Дамские ночи в турецкой бане[англ.] / Ladies' Night in a Turkish Bath — Папаша Слокам
- 1929 — Трудно получить[англ.] / Hard to Get — Папаша Мартин
- 1930 — Молодые орлы[англ.] / Young Eagles — Скотти
- 1930 — Рассветный патруль[англ.] / The Dawn Patrol — полевой сержант
- 1930 — Для защиты[англ.] / For the Defense — Попугай
- 1931 — Простите нас[англ.] / Pardon Us — школьный учитель
- 1932 — Кончай свои проблемы[англ.] / Pack Up Your Troubles — генерал
- 1933 — Брат дьявола[англ.] / The Devil's Brother — лорд Рокбёрг
- 1934 — Дик Турпин[англ.] / Dick Turpin — Джереми
- 1935 — Шотландский корпус[англ.] / Bonnie Scotland — сержант-майор Финлейсон
- 1936 — Наши отношения[англ.] / Our Relations — Финн, главный инженер
- 1936 — Богемская девушка[англ.] / The Bohemian Girl — капитан Финн
- 1937 — Путь с Запада[англ.] / Way Out West — Микки Финн
- 1937 — Выбери звезду[англ.] / Pick a Star — режиссёр
- 1938 — Беззаботная[англ.] / Carefree — мужчина на гольф-поле (в титрах не указан)
- 1938 — Болваны[англ.] / Block-Heads — Финн, мужчина на лестнице
- 1939 — Голливудская кавалькада / Hollywood Cavalcade — полицейский из Кистоуна[англ.]
- 1939 — Рафлс[англ.] / Raffles — извозчик (в титрах не указан)
- 1939 — Летающая парочка[англ.] / The Flying Deuces — тюремщик
- 1940 — Болван в Оксфорде[англ.] / A Chump at Oxford — Лысый Вандивер (в титрах не указан)
- 1940 — Болваны в море[англ.] / Saps at Sea — доктор Дж. Х. Финлейсон
- 1940 — Иностранный корреспондент / Foreign Correspondent — голландский крестьянин (в титрах не указан)
- 1942 — Быть или не быть / To Be or Not to Be — усатый шотландский фермер (в титрах не указан)
- 1947 — Злоключения Полин[англ.] / The Perils of Pauline — главный комик
- 1948 — Джулия плохо себя ведёт / Julia Misbehaves — коллекционер счетов (в титрах не указан)
- 1949 — Вызов Лесси / Challenge to Lassie — газетный корреспондент (в титрах не указан)
- 1951 — Жених возвращается / Here Comes the Groom — пьяный моряк / гость на свадьбе (в титрах не указан)
- 1951 — Королевская свадьба / Royal Wedding — таксист (в титрах не указан)

Короткометражные
- 1923 — Кирка и лопата[англ.] / Pick and Shovel — бригадир
- 1923 — Старатели[англ.] / The Soilers — Смэкнамара
- 1926 — Укротители жён[англ.] / Wife Tamers — официант
- 1926 — Мадам Загадка[англ.] / Madame Mystery — борющийся писатель
- 1926 — Грозные блошки[англ.] / Thundering Fleas — мировой судья
- 1927 — Познавая мир[англ.] / Seeing the World — в роли самого себя, учитель
- 1927 — Люби их и плачь[англ.] Love 'em and Weep — Титус Тилсбёри
- 1927 — Думают ли детективы?[англ.] / Do Detectives Think? — судья Фузл
- 1927 — Вторая сотня лет[англ.] / The Second Hundred Years — губернатор Брауни ван Дайк
- 1929 — Доходное дело / Big Business — владелец дома (в титрах не указан)
- 1929 — Свобода[англ.] / Liberty — владелец магазина
- 1930 — Ночные совы[англ.] / Night Owls — Мидоуз, дворецкий
- 1930 — Ещё одно чудесненькое дельце[англ.] / Another Fine Mess — полковник Уилбёрфорс Бакшот (в титрах не указан)
- 1931 — Девчат по осени считают[англ.] / Chickens Come Home — дворецкий (в титрах не указан)
- 1931 — Долг платежом красен[англ.] / One Good Turn — игрок сообщества
- 1935 — Кровь — не вода[англ.] / Thicker than Water — ведущий аукциона